# José Cafasso
José María Cafasso (en italiano, Giuseppe María Cafasso) (Castelnuovo de Asti, 15 de enero de 1811 - Turín, 23 de junio de 1860), sacerdote católico piamontés. Destacó como confesor de San Juan Bosco y otros sacerdotes salesianos y diocesanos. El Padre Cafasso se conoce por su entrega a su ministerio sacerdotal y por su amor a la Eucaristía, como también, por su defensa de los presos condenados a muerte, a quienes le tocó administrar la Santa Comunión, antes de sus ejecuciones en la cárcel de Turín, de la cual fue capellán. Es considerado uno de los santos sociales de Turín.

## Biografía
Nació en Castelnuovo d'Asti en el Piamonte, Italia, en 1811, de padres campesinos, en el mismo pueblo donde nació San Juan Bosco. Una hermana suya fue la madre de san José Allamano, fundador de la comunidad de los Padres de la Consolata.
Desde niño sobresalió por su gran inclinación a la piedad y a repartir ayudas a los pobres. Tuvo una salud frágil, debido a una deformación de la columna vertebral.
Estudió en el seminario de Turín, y fue ordenado sacerdote en 1833. Cursó sus estudios teológicos en el Seminario y la Universidad de Turín y después en el Instituto de San Francisco, y a pesar de que sufrió de una salud frágil, que lo dejó con una columna vertebral deformada, se convirtió en un brillante profesor de Teología Moral en el llamado Instituto.
Cafasso que era un excelente estudiante tuvo que pedir dispensa para que lo ordenaran de sacerdote de sólo 21 años, y en vez de irse de una vez a ejercer su sacerdocio a alguna parroquia, dispuso irse a la capital, Turín, a perfeccionarse en sus estudios. Allá había un instituto llamado El Convictorio para los que querían hacer estudios de postgrado, y allí se matriculó. Y con tan buen resultado, que al terminar sus tres años de estudio fue nombrado profesor de ese mismo instituto, y al morir el rector fue aclamado para reemplazarlo, y estuvo de magnífico rector por doce años hasta su muerte.
Un popular maestro, que se opuso activamente a jansenismo, y luchó intrusión del Estado en asuntos de la Iglesia. Sucedió a Don Luigi Guala como Rector del Instituto en 1848, e hizo una profunda impresión en sus jóvenes alumnos, con su santidad y su insistencia en la disciplina y un alto nivel.
San José Cafasso formó más de cien sacerdotes en Turín, y entre sus alumnos tuvo varios santos. Se propuso como modelos para imitar a San Francisco de Sales y a San Felipe Neri, y sus discípulos se alegraban al contestar que su comportamiento se asemejaba grandemente al de estos dos simpáticos santos.
En aquel entonces habían llegado a Italia unas tendencias muy negativas que prohibían recibir sacramentos si la persona no era muy santa (Jansenismo) y que insistían más en la justicia de Dios que en su misericordia (rigorismo). El Padre Cafasso, en cambio, formaba a sus sacerdotes en las doctrinas de San Alfonso que insiste mucho en la misericordia de Dios, y en las enseñanzas de San Francisco de Sales, el santo más comprensivo con los pecadores. Y además a sus alumnos sacerdotes los llevaba a visitar cárceles y barrios supremamente pobres, para despertar en ellos una gran sensibilidad hacia los pobres y desdichados.
En el año 1827, siendo Caffaso seminarista se encontró por primera vez con Juan Bosco. Cafasso era de familia acomodada del pueblo y Bosco era de una vereda y absolutamente pobre.
Don Bosco narra así su primer encuentro con el que iba a ser después su Benefactor, su defensor y el que mejor lo comprendiera cuando los demás lo despreciaran:

"Yo era un niño de doce años y una víspera de grandes fiestas en mi pueblo, vi junto a la puerta del templo a un joven seminarista que por su amabilidad me pareció muy simpático.
Me acerqué y le pregunté: '¿Reverendo: no quiere ir a gozar un poco de nuestras fiestas?'.
Él con una agradable sonrisa me respondió: 'Mira, amiguito: para los que nos dedicamos al servicio de Dios, las mejores fiestas son las que se celebran en el templo'. 
Yo, animado por su bondadoso modo de responder le añadí: 'Sí, pero también en nuestras fiestas de plaza hay mucho que alegra y hace pasar ratos felices'. 
Él añadió: 'Al buen amigo de Dios lo que más feliz lo hace es el participar muy devotamente de las celebraciones religiosas del templo'. Luego me preguntó qué estudios había hecho y si ya había recibido la sagrada comunión, y si me confesaba con frecuencia. Enseguida abrieron el templo, y él antes de despedirse me dijo: 'No se te olvide que para el que quiere seguir el sacerdocio nada hay más agradable ni que más le atraiga, que aquello que sirve para darle gloria a Dios y para salvar las almas'. Y de manera muy amable se despidió de mí. Yo me quedé admirado de la bondad de este joven seminarista. 
Averigüé cómo se llamaba y me dijeron: 'Es José Cafasso, un muchacho tan piadoso, que ya desde muy pequeño en el pueblo lo llamaban -el santito".

Cuando el niño campesino Juan Bosco quiso entrar al seminario, no tenía ni un centavo para costearse los estudios. Entonces el Padre Cafasso le costeó media beca, y obtuvo que los superiores del seminario le dieran otra media beca con tal de que hiciera de sacristán, de remendón y de peluquero. Luego cuando Bosco llegó al sacerdocio, Cafasso se lo llevó a Turín y allá le costeó los tres años de postgrado en el Convictorio.
Él fue el que lo llevó a las cárceles a presenciar los horrores que sufren los que en su juventud no tuvieron quién los educara bien. Y cuando Don Bosco empezó a recoger muchachos abandonados en la calle, y todos lo criticaban y lo expulsaban por esto, el que siempre lo comprendió y ayudó fue este superior. Y al ver la pobreza tan terrible con la que empezaba la comunidad salesiana, el Padre Cafasso obtenía ayudas de los ricos y se las llevaba al buen Don Bosco. Por eso la Comunidad Salesiana ha considerado siempre a este santo como su amigo y protector.
En Turín, que era la capital del reino de Saboya, las cárceles estaban llenas de terribles criminales, abandonados por todos. Y allá se fue Don Cafasso a hacer apostolado. Con infinita paciencia y amabilidad se fue ganando los presos uno por uno y los hacía confesarse y empezar una vida santa. Les llevaba ropa, comida, útiles de aseo y muchas otras ayudas, y su llegada a la cárcel cada semana era una verdadera fiesta para ellos.
San José Cafasso acompañó hasta la horca a más de 68 condenados a muerte, y aunque habían sido terribles criminales, ni uno sólo murió sin confesarse y arrepentirse. Por eso lo llamaban de otras ciudades para que asistiera a los condenados a muerte. Cuando a un reo le leían la sentencia a muerte, lo primero que pedía era: "Que a mi lado esté el Padre Cafasso, cuando me lleven a ahorcar" (Un día se llevó a su discípulo Juan Bosco, pero éste al ver la horca cayó desmayado. No era capaz de soportar un espectáculo tan tremendo. Y a Cafasso le tocaba soportarlo mes por mes. Pero allí salvaba almas y convertía pecadores). La primera cualidad que las gentes notaban en este santo era "el don de consejo". Una cualidad que el Espíritu Santo le había dado para saber aconsejar lo que más le convenía a cada uno. Por eso a su despacho llegaban continuamente obispos, comerciantes, sacerdotes, obreros, militares, y toda clase de personas necesitadas de un buen consejo. Y volvían a su casa con el alma en paz y llena de buenas ideas para santificarse. Otra gran cualidad que lo hizo muy popular fue su calma y su serenidad. Algo encorvado (desde joven) y pequeño de estatura, pero en el rostro siempre una sonrisa amable. Su voz sonora, y encantadora. De su conversación irradiaba una alegría contagiosa (que San Juan Bosco admiraba e imitaba grandemente). Todos elogiaban la tranquilidad inmutable del Padre José. La gente decía: "Es pequeño de cuerpo, pero gigante de espíritu". A sus sacerdotes les repetía: "Nuestro Señor quiere que lo imitemos en su mansedumbre". Este humilde sacerdote fue quizás el más grande amigo y benefactor de San Juan Bosco y, de muchos seminaristas pobres más, uno de los mejores formadores de sacerdotes del siglo XIX.
Fue un asesor muy buscado y confesor espiritual para muchos, atendiendo principalmente a los presos y que trabajan para mejorar sus condiciones de terrible. Conoció a San Juan Bosco en 1827, y los dos se hicieron amigos íntimos durante toda la vida. Gracias a su estímulo Juan Bosco decidió que su vocación era trabajar con los niños abandonados, más tarde fundador de los famosos en el Oratorio de Turín. Cafasso era su asesor, trabajó en estrecha colaboración con él en sus fundamentos, y otros convencidos de fondo y encontró los institutos religiosos y organizaciones de caridad.
Conocido como "Il Prete della Forca", ayudó a cientos de presos condenados a enfrentar su ejecución.
Desde pequeñito fue devotísimo de la Sma. Virgen y a sus alumnos sacerdotes los entusiasmaba grandemente por esta devoción. Cuando hablaba de la Madre de Dios se notaba en él un entusiasmo extraordinario.
Los sábados y en las fiestas de la Virgen no negaba favores a quienes se los pedían. En honor de la Madre Santísima era más generoso que nunca estos días. Por eso los que necesitaban de él alguna limosna especial o algún favor extraordinario iban a pedírselo un sábado o en una fiesta de Nuestra Señora, con la seguridad de que en honor de la Madre de Jesús, les concedería su petición.
Un día en un sermón exclamó: "qué bello morir un día sábado, día de la Virgen, para ser llevados por Ella al cielo". Y así le sucedió: murió el sábado 23 de junio de 1860.
Antes de morir escribió esta estrofa:

"No será muerte sino un dulce sueño para ti, alma mía,
si al morir te asiste Jesús, y te recibe la Virgen María".

Murió en Turín en 1860, a la edad de 49 años, víctima de una larga enfermedad. Su discípulo Juan Bosco ofició sus funerales.

## Santidad
La introducción formal a la causa se realizó mediante un decreto oficial firmado por el Papa Pío X el 23 de mayo de 1906, mientras que la confirmación de sus virtudes heroicas permitió al Papa Benedicto XV nombrarlo Venerable. El Papa Pío XI confirmó dos milagros atribuidos a su intercesión el 1 de noviembre de 1924, y en el decreto oficial lo designó como "educador y formador de sacerdotes", presidiendo la beatificación el 3 de mayo de 1925. 
Fue canonizado por el Papa Pío XII el 22 de junio de 1947. El 9 de abril de 1948, lo declaró patrono de todas las cárceles y presos italianos. 